# Garage Inc.
Garage Inc. ist ein Kompilationsalbum der US-amerikanischen Heavy-Metal-Band Metallica. Es erschien am 24. November 1998 und beinhaltet ausschließlich Coverversionen. Das Album umfasst zwei CDs: Auf der ersten CD befinden sich ausschließlich neu aufgenommene Lieder anderer Künstler. Auf der zweiten CD hingegen findet man die komplette EP von Garage Days Re-Revisited aus dem Jahr 1987 sowie alle zuvor für B-Seiten oder Samplerbeiträge gecoverten und veröffentlichten Lieder wieder.

## Titelliste
In den Klammern sind die jeweiligen Originalinterpreten der Lieder angegeben.
CD 1
1. Free Speech for the Dumb (Discharge) – 2:35
2. It’s Electric (Diamond Head) – 3:33
3. Sabbra Cadabra (Black Sabbath) – 6:20
4. Turn the Page (Bob Seger) – 6:06
5. Die, Die My Darling (Misfits) – 2:26
6. Loverman (Nick Cave & the Bad Seeds) – 7:52
7. Mercyful Fate (Mercyful Fate) – 11:10
8. Astronomy (Blue Öyster Cult) – 6:37
9. Whiskey in the Jar (irisches Volkslied) – 5:04 (1973 durch Thin Lizzy weltweit bekannt geworden)
10. Tuesday’s Gone (Lynyrd Skynyrd) – 9:03
11. The More I See (Discharge) – 4:48

CD 2
1. Helpless (Diamond Head) – 6:36
2. The Small Hours (Holocaust) – 6:40
3. The Wait (Killing Joke) – 4:52
4. Crash Course in Brain Surgery (Budgie) – 3:08
5. Last Caress/Green Hell (Misfits) – 3:29
6. Am I Evil? (Diamond Head) – 7:50
7. Blitzkrieg (Blitzkrieg) – 3:36
8. Breadfan (Budgie) – 5:41
9. The Prince (Diamond Head) – 4:24
10. Stone Cold Crazy (Queen) – 2:17
11. So What (Anti-Nowhere League) – 3:08
12. Killing Time (Sweet Savage) – 3:03
13. Overkill (Motörhead) – 4:05
14. Damage Case (Motörhead) – 3:40
15. Stone Dead Forever (Motörhead) – 4:51
16. Too Late Too Late (Motörhead) – 3:12

## Informationen zu einzelnen Titeln

### CD 1
- Die beiden Lieder von Discharge – Free Speech for the Dumb und The More I See – stammen aus der Frühzeit der Band. Ersteres wurde auf dem Debütalbum Hear Nothing See Nothing Say Nothing veröffentlicht, letzteres 1984 als Single.

- Sabbra Cadabra beinhaltet in der Mitte (2:52 – 5:04 Min.) einen Auszug von A National Acrobat, nach welchem das Lied mit Sabbra Cadabra fortgeführt wird. Beide Lieder stammen vom 1973er Album Sabbath Bloody Sabbath.

- Turn the Page erreichte in den Billboard Charts Platz #1 der „Mainstream Rock Tracks“ und Platz #39 der „Modern Rock Tracks“. In Deutschland erreichte die Single Platz #23 der Charts.

- Die, Die My Darling wurde ebenfalls als Single ausgekoppelt und erreichte in den Billboard-Charts Platz #26.[2]

- Das Medley Mercyful Fate besteht aus den Liedern Satan’s Fall, Curse of the Pharaohs, A Corpse without Soul, Into the Coven und Evil. Bis auf A Corpse Without Soul von der 1982er-EP Mercyful Fate (mitunter auch bekannt als Nuns Have No Fun bzw. Corpse Without a Soul) stammen alle anderen Lieder von Mercyful Fates Debütalbum Melissa (1983).

- Whiskey in the Jar ist das älteste Lied, das Metallica je gecovert haben. Es handelt sich um ein irisches Volkslied, das vor allem durch die Band The Dubliners wieder bekannt wurde. Metallica bezogen das Cover allerdings auf die Thin-Lizzy-Version von 1972. Die Single erreichte Platz #4 der Billboard-Charts.[2] Metallica gewannen mit diesem Lied einen Grammy Award in der Kategorie „Best Hard Rock Performance“.[3] In Deutschland erreichte die Single Platz #23. Die australische Ausgabe der Whiskey in the Jar-Single enthält mit Electronic Press Kit Pt. 1 & 2 ein Making-of des Albums.

- Tuesday’s Gone wurde 1997 während der Promotion von ReLoad in den Studios des Radiosenders KSJO-FM (San José (Kalifornien)) mitgeschnitten. Zu hören sind außer Metallica noch John Popper (Blues Traveler), Jerry Cantrell und Sean Kinney (beide Alice in Chains), Les Claypool von Primus, Pepper Keenan (Corrosion of Conformity), Jim Martin (Ex-Mitglied von Faith No More) und auch ein Mitglied von Lynyrd Skynyrd selbst: Gary Rossington.

### CD 2
- Die ersten fünf Lieder wurden als Garage Days Re-Revisited-EP bereits 1987 veröffentlicht. Die EP ist selten, eine CD-Version wurde unter dem Namen The $9.98 CD veröffentlicht. Zahlreiche Bootlegs wurden im Vorfeld veröffentlicht.

- Am I Evil? und Blitzkrieg sind die ersten veröffentlichten Coverversionen der Band und erschienen auf der 12-inch von Creeping Death. Eine CD-Version beinhaltete zusätzlich die Single Jump in the Fire.

- Breadfan und The Prince waren die B-Seite der englischen Harvester of Sorrow-Single. The Prince wurde außerdem als Bonustrack der japanischen Ausgabe von …And Justice for All veröffentlicht.

- Stone Cold Crazy stammt vom Sampler Elektra's 40th Anniversary, der Jubiläumskompilation von Elektra Records.

- So What und Killing Time stammen von der Unforgiven-Single.

- Die Motörhead-Coverversionen stammen von der unter dem Namen Motörheadache veröffentlichten Single von Hero of the Day, die anlässlich Lemmy Kilmisters 50. Geburtstag veröffentlicht wurde.

## Chartplatzierungen und Verkaufszahlen
Garage Inc. stieg am 7. Dezember 1998 auf Platz 1 in die deutschen Charts ein und konnte sich insgesamt 44 Wochen in den Top 100 halten. In Finnland, Schweden und Norwegen erreichte das Album ebenfalls die Chartspitze.
Garage Inc. erhielt im Jahr 2000 für mehr als fünf Millionen verkaufte Einheiten in den Vereinigten Staaten eine 5-fache Platin-Schallplatte.

| Land/Region                  | Auszeichnungen für Musikverkäufe (Land/Region, Auszeichnung, Verkäufe) | Verkäufe  |
| ---------------------------- | ---------------------------------------------------------------------- | --------- |
| Argentinien (CAPIF)          | Gold                                                                   | 30.000    |
| Australien (ARIA)            | 3× Platin                                                              | 210.000   |
| Dänemark (IFPI)              | 2× Platin                                                              | (40.000)  |
| Deutschland (BVMI)           | Platin                                                                 | (500.000) |
| Europa (IFPI)                | Platin                                                                 | 1.000.000 |
| Finnland (IFPI)              | Gold                                                                   | (27.446)  |
| Griechenland (IFPI)          | Platin                                                                 | (6.000)   |
| Neuseeland (RMNZ)            | Platin                                                                 | 15.000    |
| Norwegen (IFPI)              | Gold                                                                   | (25.000)  |
| Österreich (IFPI)            | Gold                                                                   | (25.000)  |
| Polen (ZPAV)                 | Platin                                                                 | (100.000) |
| Schweden (IFPI)              | Platin                                                                 | (80.000)  |
| Schweiz (IFPI)               | Gold                                                                   | (25.000)  |
| Spanien (Promusicae)         | Gold                                                                   | (50.000)  |
| Vereinigte Staaten (RIAA)    | 5× Platin                                                              | 5.000.000 |
| Vereinigtes Königreich (BPI) | Gold                                                                   | (100.000) |
| Insgesamt                    | 7× Gold · 16× Platin ·                                                 | 6.255.000 |

Hauptartikel: Metallica/Auszeichnungen für Musikverkäufe